# Metagrion pectitum
Metagrion pectitum – gatunek ważki z rodziny Argiolestidae.
Owad ten jest endemitem Nowej Gwinei, znanym tylko z okazów typowych odłowionych w 1939 roku na stanowiskach w Górach Śnieżnych w indonezyjskiej części wyspy.